# Déjala Que Vuelva
Singles par Piso 21
El Rehén
(2017) Tu Héroe
(2017)
Singles par Manuel Turizo
Bésame
(2017) Esperándote
(2017)
Déjala Que Vuelva est une chanson du groupe colombien Piso 21 et du chanteur Manuel Turizo sortie en tant que single le 20 octobre 2017.
La chanson a atteint la première place en Bolivie et au Paraguay, elle atteint le top 10 en Argentine, Chili, Colombie, Costa Rica, Equateur, El Salvador, Guatemala, Mexique, Panama et Pérou ainsi que la 68e place au Venezuela.
En Espagne, la chanson atteint la 13e place établi par PROMUSICAE.
Aux Etats-Unis, la chanson se classe 16e sur Hot Latin Songs, la première place sur Latin Tropical Airplay, la huitième place sur Latin Airplay et la septième place sur Latin Rhythm Airplay établis par le magazine Billboard.

## Classements hebdomadaires
| Charts (2017-2018)            | Meilleure position |
| ----------------------------- | ------------------ |
| Argentine (Monitor Latino)    | 7                  |
| Bolivie (Monitor Latino)      | 1                  |
| Chili (Monitor Latino)        | 6                  |
| Colombie (Monitor Latino)     | 5                  |
| Colombie (National Report)    | 7                  |
| Costa Rica (Monitor Latino)   | 2                  |
| Équateur (National Report)    | 6                  |
| Salvador (Monitor Latino)     | 2                  |
| Guatemala (Monitor Latino)    | 4                  |
| Mexique (Airplay)             | 3                  |
| Nicaragua (Monitor Latino)    | 5                  |
| Panama (Monitor Latino)       | 4                  |
| Paraguay (Monitor Latino)     | 1                  |
| Pérou (Monitor Latino)        | 7                  |
| Espagne (PROMUSICAE)          | 13                 |
| Uruguay (Monitor Latino)      | 6                  |
| États-Unis (Hot Latin Songs)  | 16                 |
| États-Unis (Tropical Airplay) | 1                  |
| Venezuela (National-Report)   | 68                 |

## Classements annuels
| Chart (2018)                 | Position |
| ---------------------------- | -------- |
| Argentine (Monitor Latino)   | 16       |
| États-Unis (Hot Latin Songs) | 46       |

## Certifications
| Région                                                                     | Certification | Ventes/Streams |
| -------------------------------------------------------------------------- | ------------- | -------------- |
| Colombie (ASINCOL)                                                         | 2 × Platine   | 40,000         |
| Mexique (AMPFV)                                                            | Platine       | 480,000^       |
| Espagne (PME)                                                              | 2 × Platine   | 80,000*        |
| xNon précisé par la certification ‡ventes/streaming selon la certification |               |                |